# Blechnum procerum
Blechnum procerum är en kambräkenväxtart som först beskrevs av Georg Forster, och fick sitt nu gällande namn av Olof Peter Swartz. Blechnum procerum ingår i släktet Blechnum och familjen Blechnaceae. Inga underarter finns listade.